# سبايرو عام التنين
سبايرو عام التنين (بالإنجليزية: Spyro: Year of the Dragon)‏ هي لعبة منصات صدرت عام 2000 على بلاي ستيشن، وهي الجزء الثالث من سلسلة سبايرو.

## قصة اللعبة
بينما كان التنانين يحتفلون بعام قدوم بيوض التنانين الذي يحدث كل 12 عاماً، أرنبة ساحرة غامضة اسمها بيانكا دخلت بخلسة إلى عالم التنانين عن طريق «ثقوب الأرانب» ومعها جيش من مخلوقات الراينكس (وحيدي القرن)حيث سرقت معهم جميع بيوض التنانين. سبايرو التنين الوحيد الصغير بما فيه الكفاية الذي يستطيع أن يدخل الثقوب التي دخلت منها الساحرة وجيشها، لذلك يقرر سبايرو أن يلاحق الساحرة إلى البعد الآخر من العالم والذي يطلق عليه اسم «العوالم المنسية»، هنالك يلتقي سبايرو بالعديد من الشخصيات الجديدة التي تعاونه في استرجاع البيوض المسروقة وفي بعض المراحل تسنح الفرصة لللاعب باللعب في الشخصيات الحليفة لسبايرو مثل شخصية الكنغرة شيلا والطائر جيمس وفيتو القرد صاحب المسدس الليزري. لاحقا في اللعبة يكتشف سابيرو بأن الساحرة الأرنبة قد خُدعت من قبل المشعوذة الكبيرة والتي أشارت إلى الساحرة بسرقة البيض بسبب مقتها الشديد للتنانين ومخططاتها الشريرة.

## الشخصيات
- سبايرو : بطل اللعبة الأساسي رغم وجود العديد من الشخصيات التي تأخذ مكانه في بعض الأحيان لجمع البيض والكريستلات، شخصيه ظريفه ولها شعبيتها الجارفه في اليابان وخصوصاً عند الأطفال.
- سباركس : المساعدة الرسمية لسبايرو والمرافقة الدائمه له من أول جزء على أجهزة الفيديو جيمز، لها وظيفه أساسيه في هذا الجزء وهي جعل صحة سبايرو في أحسن مايكون ولها عدة حالات فإذا كان لونها أصفر فهذا يعني ان صحتها كامله وإذا كان لونها أزرق فصحتها ثلاث أرباع وإذا كان لونها أخضر فهذا يعني ان لها نصف الصحة الكاملة وإذا كان غير موجوده فهذا يعني أن سبايرو سيموت من ضربه واحده فقط، ولها وظائف أخرى ثانويه أيضاً مثـل فتح الأبواب والصناديق الذهبية مضافاً إلى مهامها الخاصة حيث ستتحكم بسباركس بمراحل متقدمه من اللعبة.
- هنتر : شخصيه ظريفه هي الأخرى وهو عباره عن حيوان الفهد ولكن ليس كما نعرف الفهد بشراسته وقوته، سيكون المساعد الأول لسبيارو وكتفه الأيمن وبإمكانك أيضاً أن تتحكم فيه في مهام موجوده في اللعبة ويمتاز بقوسه الغريب نوعاً مـا.
- الطائر جيمس : يقوم هذا الطائر بمساعدتك في مهام مراحل السبيداوي وبإمكانه هذه المرة إطلاق الصواريخ ورمي القنايل واستخدام محركات التوربو وغيرها من المزايا المتوفره فيه، إذا تمكنت من السيطرة عليه أثناء اللعب فتأكد أن مراحل السبيداوي ستحصل على علامه كامله بها.
- بيانكا : أرنبة ساحرة تنضم إلى الجانب الشرير في بداية اللعبة وتساعد الساحرة الكبيرة في سرقة بيوض التناين ولكن بعد ذلك تنقلب ضدها وتساعد سبايرو في استرجاع في محاربة الساحرة الكبيرة
- شيلا : هي كنغرة تتحدث بلكنة إنجليزية أسترالية تظهر محبوسة داخل زنزانة في بداية اللعبة ثم يستطيع سبايرو تحريرها برشوة لموني باج، وخلال اللعبة تلعب شخصية شيلا دور أساسي في مرحلة خاصة بها ودور ثانوي في العديد من الألعاب الصغيرة التي نحتاج فيها إلى مهارات شيلا المتثمثلة في اقدامها الكبيرة التي تساعدها في القفز العالي والوصول إلى أماكن عالية للحصول على بيوض وجواهر لايستطيع أن يحصل عليها سبايرو بقدراته.
- البروفسور : شخصيه متواجده بشكل دائم في أجزاء سبايرو ويحب العلم والبحث عن المجهـول، يقوم بإعطاءك تحديات خاصه في اللعبة.
- دب المال السمين : دب سمين يحب المال، ستراه في كل مكان تقريباً لأنه سيصبح أهم من السابق لأنه بعض الأمور لاتتم إلا بالمرور على محل دب المال السمين والذي يقوم ببيـع 15 صنـف من الأدوات والتي تساعدك على إنهاء اللعبة ولكن للأسف لن تحصل على أي شيء إلا بالمال.
- الجنيه زو : هذه شخصيـه أخرى متواجده عبر سلسلة سبايرو ومهمتها الأساسية في اللعبة هي التخزين التلقائي لكرت الذاكرة والتخزين الوقتي والذي عندما تموت ترجع إلى أقرب مكان مريت بجانب هذه الجنيـه اللطيفـه.

## روابط خارجية
- سبايرو عام التنين على موقع IMDb (الإنجليزية)